# Ejercicios militares en Semipalatinsk
El 10 de septiembre de 1956 se llevó a cabo en el Sitio de pruebas de Semipalátinsk, actual Kazajistán, un ejercicio militar con tropas con el propósito de poner a prueba el desembarco de tropas aerotransportadas en el área luego de una explosión nuclear para mantenerla hasta la llegada de las tropas desde el frente ofensivo. Durante el experimento se realizó la detonación de una bomba nuclear real, y participaron alrededor de 1500 soldados. El ejercicio fue supervisado por Mitrofán Ivánovich Nedelin, Víktor Anísimovich Bolyatko y Serafim Evguénievich Rozhdéstvenski.

## Propósito y preparación
El ejercicio fue un ensayo de un asalto aéreo táctico después de un ataque nuclear en el área de combate, para resguardar la zona hasta la llegada de las tropas del frente. Se buscaba principalmente adquirir conocimientos y habilidades para asegurar el aterrizaje seguro de las tropas luego de una explosión nuclear, estudiando el tiempo y distancia mínimos para realizar el aterrizaje. La orientación general sobre la coordinación de la detonación nuclear y las acciones de las tropas estaba a cargo del Viceministro de Defensa de la URSS Mitrofán Nedelin. El control de las tropas aerotransportadas se le asignó al teniente-general S. E. Rozhdéstvenski, mientras que la realización de la explosión nuclear y el apoyo técnico respectivo estaba en manos del coronel-general V. A. Bolyatko. En 1956 F. P. Golovashko, V. F. Martynenko, G. P. Podbegalin y A. S. Sídorov estaban encargados de pilotear los aviones durante las pruebas nucleares de aire.
Se dispuso de alrededor de 1500 soldados para el ejercicio. Directamente sobre la zona de la explosión aterrizaron 272 tropas aerotransportadas de 27 helicópteros MI-4. Entre las 272 unidades había un grupo de paracaidistas del regimiento 345, un pelotón armado con artillería de 57 mm, seis cañones sin retroceso B-10, un pelotón con morteros de 82 mm y un grupo para análisis químico y radiométrico. Para evitar la absorción de partículas radiactivas en el organismo de los participantes se les retiraron a los soldados antes del ejercicio toda la comida, agua y cigarros. Los soldados fueron instruidos sobre los efectos de la explosión nuclear y se les otorgó todo el equipo de protección personal necesario.
Durante agosto y septiembre todo el personal que participaría del ejercicio asistió a una serie de pruebas nucleares realizadas en el Polígono, incluyendo la detonación de un dispositivo termonuclear de 900 kilotones, a modo de preparación.

## Ejercicio

### Explosión
La explosión tuvo lugar el 10 de septiembre de 1956, a las 9:00 en el área P-3 del sitio de pruebas nucleares. En el momento de la prueba el cielo estaba despejado, la dirección del viento era de 70° y su velocidad de 30 km/h. La bomba fue arrojada desde un bombardero Tu-16, explotando a 270 metros del suelo con una energía de 38 kilotones. La explosión provocó algunos daños a las ventanas en la ciudad de Kurchátov y otras localidades a distancias entre 65 y 115 km del área P-3.
En el momento de la explosión el equipo de medición de radiación se encontraba en refugios de protección civil de segunda categoría, a 7 kilómetros del epicentro, mientras que las fuerzas aerotransportadas se encontraban a 36 kilómetros.

### Procedimiento
Después de 25 minutos de la detonación los equipos de medición de radiación se dirigieron a la zona de la explosión para determinar los niveles de radiactividad, luego de lo cual se estableció la zona de aterrizaje a 650-1000 metros del epicentro. Después de 43 minutos de la explosión aterrizaron las tropas aerotransportadas. En ese lugar los niveles de radiación eran de 0,3 a 5 R/h. El helicóptero partió 7 minutos después del aterrizaje para ser descontaminado. 17 minutos después del aterrizaje las tropas entraron en el área asignada y, atrincherándose allí, simularon un ataque al enemigo. Luego de 2 horas de la explosión se dio el ejercicio por finalizado, y los participantes, junto con el equipo militar fueron retirados para la descontaminación.